# Liste des subdivisions administratives du Shandong

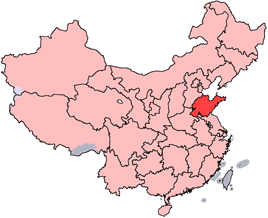
Le Shandong

La structure administrative du Shandong, province de la république populaire de Chine, est constituée des trois niveaux suivants :
- 17 subdivisions de niveau préfecture
  - ce sont toutes des villes-préfectures
- 140 subdivisions de niveau district
  - 31 villes-districts
  - 60 xian
  - 49 districts
- 1931 subdivisions de niveau canton
  - 1194 bourgs
  - 276 cantons
  - 1 canton ethnique
  - 460 sous-districts

La table ci-dessous donne uniquement la liste des divisions de niveau préfecture et de niveau district.
| Niveau préfecture                       | Niveau district                                             | Niveau district     | Niveau district |
| Niveau préfecture                       | Nom                                                         | Chinois (simplifié) | Pinyin          |
| --------------------------------------- | ----------------------------------------------------------- | ------------------- | --------------- |
| Ville de Jinan 济南市 Jǐnán Shì         | District de Shizhong*                                       | 市中区              | Shìzhōng Qū     |
| Ville de Jinan 济南市 Jǐnán Shì         | District de Lixia                                           | 历下区              | Lìxià Qū        |
| Ville de Jinan 济南市 Jǐnán Shì         | District de Tianqiao                                        | 天桥区              | Tiānqiáo Qū     |
| Ville de Jinan 济南市 Jǐnán Shì         | District de Huaiyin                                         | 槐荫区              | Huáiyīn Qū      |
| Ville de Jinan 济南市 Jǐnán Shì         | District de Licheng                                         | 历城区              | Lìchéng Qū      |
| Ville de Jinan 济南市 Jǐnán Shì         | District de Changqing                                       | 长清区              | Chángqīng Qū    |
| Ville de Jinan 济南市 Jǐnán Shì         | Ville de Zhangqiu                                           | 章丘市              | Zhāngqiū Shì    |
| Ville de Jinan 济南市 Jǐnán Shì         | Xian de Pingyin                                             | 平阴县              | Píngyīn Xiàn    |
| Ville de Jinan 济南市 Jǐnán Shì         | Xian de Jiyang                                              | 济阳县              | Jǐyáng Xiàn     |
| Ville de Jinan 济南市 Jǐnán Shì         | Xian de Shanghe                                             | 商河县              | Shānghé Xiàn    |
| Ville de Liaocheng 聊城市 Liáochéng Shì | District de Dongchangfu                                     | 东昌府区            | Dōngchāngfǔ Qū  |
| Ville de Liaocheng 聊城市 Liáochéng Shì | Ville de Linqing                                            | 临清市              | Línqīng Shì     |
| Ville de Liaocheng 聊城市 Liáochéng Shì | Xian de Yanggu                                              | 阳谷县              | Yánggǔ Xiàn     |
| Ville de Liaocheng 聊城市 Liáochéng Shì | Xian de Shen                                                | 莘县                | Shēn Xiàn       |
| Ville de Liaocheng 聊城市 Liáochéng Shì | Xian de Chiping                                             | 茌平县              | Chípíng Xiàn    |
| Ville de Liaocheng 聊城市 Liáochéng Shì | Xian de Dong'e                                              | 东阿县              | Dōng'ē Xiàn     |
| Ville de Liaocheng 聊城市 Liáochéng Shì | Xian de Guan                                                | 冠县                | Guàn Xiàn       |
| Ville de Liaocheng 聊城市 Liáochéng Shì | Xian de Gaotang                                             | 高唐县              | Gāotáng Xiàn    |
| Ville de Dezhou 德州市 Dézhōu Shì       | District de Decheng*                                        | 德城区              | Déchéng Qū      |
| Ville de Dezhou 德州市 Dézhōu Shì       | Ville de Leling                                             | 乐陵市              | Lèlíng Shì      |
| Ville de Dezhou 德州市 Dézhōu Shì       | Ville de Yucheng                                            | 禹城市              | Yǔchéng Shì     |
| Ville de Dezhou 德州市 Dézhōu Shì       | Xian de Ling                                                | 陵县                | Líng Xiàn       |
| Ville de Dezhou 德州市 Dézhōu Shì       | Xian de Pingyuan                                            | 平原县              | Píngyuán Xiàn   |
| Ville de Dezhou 德州市 Dézhōu Shì       | Xian de Xiajin                                              | 夏津县              | Xiàjīn Xiàn     |
| Ville de Dezhou 德州市 Dézhōu Shì       | Xian de Wucheng                                             | 武城县              | Wǔchéng Xiàn    |
| Ville de Dezhou 德州市 Dézhōu Shì       | Xian de Qihe                                                | 齐河县              | Qíhé Xiàn       |
| Ville de Dezhou 德州市 Dézhōu Shì       | Xian de Linyi                                               | 临邑县              | Línyì Xiàn      |
| Ville de Dezhou 德州市 Dézhōu Shì       | Xian de Ningjin                                             | 宁津县              | Níngjīn Xiàn    |
| Ville de Dezhou 德州市 Dézhōu Shì       | Xian de Qingyun                                             | 庆云县              | Qìngyún Xiàn    |
| Ville de Dongying 东营市 Dōngyíng Shì   | District de Dongying*                                       | 东营区              | Dōngyíng Qū     |
| Ville de Dongying 东营市 Dōngyíng Shì   | District de Hekou                                           | 河口区              | Hékǒu Qū        |
| Ville de Dongying 东营市 Dōngyíng Shì   | Xian de Guangrao                                            | 广饶县              | Guǎngráo Xiàn   |
| Ville de Dongying 东营市 Dōngyíng Shì   | Xian de Lijin                                               | 利津县              | Lìjīn Xiàn      |
| Ville de Dongying 东营市 Dōngyíng Shì   | Xian de Kenli                                               | 垦利县              | Kěnlì Xiàn      |
| Ville de Zibo 淄博市 Zībó Shì           | District de Zhangdian*                                      | 张店区              | Zhāngdiàn Qū    |
| Ville de Zibo 淄博市 Zībó Shì           | District de Linzi                                           | 临淄区              | Línzī Qū        |
| Ville de Zibo 淄博市 Zībó Shì           | District de Zichuan                                         | 淄川区              | Zīchuān Qū      |
| Ville de Zibo 淄博市 Zībó Shì           | District de Boshan                                          | 博山区              | Bóshān Qū       |
| Ville de Zibo 淄博市 Zībó Shì           | District de Zhoucun                                         | 周村区              | Zhōucūn Qū      |
| Ville de Zibo 淄博市 Zībó Shì           | Xian de Huantai                                             | 桓台县              | Huántái Xiàn    |
| Ville de Zibo 淄博市 Zībó Shì           | Xian de Gaoqing                                             | 高青县              | Gāoqīng Xiàn    |
| Ville de Zibo 淄博市 Zībó Shì           | Xian de Yiyuan                                              | 沂源县              | Yíyuán Xiàn     |
| Ville de Weifang 潍坊市 Wéifāng Shì     | District de Weicheng                                        | 潍城区              | Wéichéng Qū     |
| Ville de Weifang 潍坊市 Wéifāng Shì     | District de Hanting                                         | 寒亭区              | Hántíng Qū      |
| Ville de Weifang 潍坊市 Wéifāng Shì     | District de Fangzi                                          | 坊子区              | Fāngzi Qū       |
| Ville de Weifang 潍坊市 Wéifāng Shì     | District de Kuiwen                                          | 奎文区              | Kuíwén Qū       |
| Ville de Weifang 潍坊市 Wéifāng Shì     | Ville d'Anqiu                                               | 安丘市              | Ānqiū Shì       |
| Ville de Weifang 潍坊市 Wéifāng Shì     | Ville de Changyi                                            | 昌邑市              | Chāngyì Shì     |
| Ville de Weifang 潍坊市 Wéifāng Shì     | Ville de Gaomi                                              | 高密市              | Gāomì Shì       |
| Ville de Weifang 潍坊市 Wéifāng Shì     | Ville de Qingzhou                                           | 青州市              | Qīngzhōu Shì    |
| Ville de Weifang 潍坊市 Wéifāng Shì     | Ville de Zhucheng                                           | 诸城市              | Zhūchéng Shì    |
| Ville de Weifang 潍坊市 Wéifāng Shì     | Ville de Shouguang                                          | 寿光市              | Shòuguāng Shì   |
| Ville de Weifang 潍坊市 Wéifāng Shì     | Xian de Linqu                                               | 临朐县              | Línqú Xiàn      |
| Ville de Weifang 潍坊市 Wéifāng Shì     | Xian de Changle                                             | 昌乐县              | Chānglè Xiàn    |
| Ville de Yantai 烟台市 Yāntái Shì       | District de Zhifu*                                          | 芝罘区              | Zhīfú Qū        |
| Ville de Yantai 烟台市 Yāntái Shì       | District de Muping                                          | 牟平区              | Mùpíng Qū       |
| Ville de Yantai 烟台市 Yāntái Shì       | District de Fushan                                          | 福山区              | Fúshān Qū       |
| Ville de Yantai 烟台市 Yāntái Shì       | District de Laishan                                         | 莱山区              | Láishān Qū      |
| Ville de Yantai 烟台市 Yāntái Shì       | Zone de développement économique et technologique de Yantai | 烟台经济技术开发区  | Kaifa Qū        |
| Ville de Yantai 烟台市 Yāntái Shì       | Ville de Longkou                                            | 龙口市              | Lóngkǒu Shì     |
| Ville de Yantai 烟台市 Yāntái Shì       | Ville de Haiyang                                            | 海阳市              | Hǎiyáng Shì     |
| Ville de Yantai 烟台市 Yāntái Shì       | Ville de Laiyang                                            | 莱阳市              | Láiyáng Shì     |
| Ville de Yantai 烟台市 Yāntái Shì       | Ville de Laizhou                                            | 莱州市              | Láizhōu Shì     |
| Ville de Yantai 烟台市 Yāntái Shì       | Ville de Penglai                                            | 蓬莱市              | Pénglái Shì     |
| Ville de Yantai 烟台市 Yāntái Shì       | Ville de Zhaoyuan                                           | 招远市              | Zhāoyuǎn Shì    |
| Ville de Yantai 烟台市 Yāntái Shì       | Ville de Qixia                                              | 栖霞市              | Qīxiá Shì       |
| Ville de Yantai 烟台市 Yāntái Shì       | Xian de Changdao                                            | 长岛县              | Chángdǎo Xiàn   |
| Ville de Weihai 威海市 Wēihǎi Shì       | District de Huancui*                                        | 环翠区              | Huáncuì Qū      |
| Ville de Weihai 威海市 Wēihǎi Shì       | Ville de Wendeng                                            | 文登市              | Wéndēng Shì     |
| Ville de Weihai 威海市 Wēihǎi Shì       | Ville de Rongcheng                                          | 荣成市              | Róngchéng Shì   |
| Ville de Weihai 威海市 Wēihǎi Shì       | Ville de Rushan                                             | 乳山市              | Rǔshān Shì      |
| Ville de Qingdao 青岛市 Qīngdǎo Shì     | District de Shinan*                                         | 市南区              | Shìnán Qū       |
| Ville de Qingdao 青岛市 Qīngdǎo Shì     | District de Shibei                                          | 市北区              | Shìběi Qū       |
| Ville de Qingdao 青岛市 Qīngdǎo Shì     | District de Chengyang                                       | 城阳区              | Chéngyáng Qū    |
| Ville de Qingdao 青岛市 Qīngdǎo Shì     | District de Sifang                                          | 四方区              | Sìfāng Qū       |
| Ville de Qingdao 青岛市 Qīngdǎo Shì     | District de Licang                                          | 李沧区              | Lǐcāng Qū       |
| Ville de Qingdao 青岛市 Qīngdǎo Shì     | District de Huangdao                                        | 黄岛区              | Huángdǎo Qū     |
| Ville de Qingdao 青岛市 Qīngdǎo Shì     | District de Laoshan                                         | 崂山区              | Láoshān Qū      |
| Ville de Qingdao 青岛市 Qīngdǎo Shì     | Ville de Jiaonan                                            | 胶南市              | Jiāonán Shì     |
| Ville de Qingdao 青岛市 Qīngdǎo Shì     | Ville de Jiaozhou                                           | 胶州市              | Jiāozhōu Shì    |
| Ville de Qingdao 青岛市 Qīngdǎo Shì     | Ville de Pingdu                                             | 平度市              | Píngdù Shì      |
| Ville de Qingdao 青岛市 Qīngdǎo Shì     | Ville de Laixi                                              | 莱西市              | Láixī Shì       |
| Ville de Qingdao 青岛市 Qīngdǎo Shì     | Ville de Jimo                                               | 即墨市              | Jìmò Shì        |
| Ville de Rizhao 日照市 Rìzhào Shì       | District de Donggang                                        | 东港区              | Dōnggǎng Qū     |
| Ville de Rizhao 日照市 Rìzhào Shì       | District de Lanshan                                         | 岚山区              | Lánshān Qū      |
| Ville de Rizhao 日照市 Rìzhào Shì       | Xian de Wulian                                              | 五莲县              | Wǔlián Xiàn     |
| Ville de Rizhao 日照市 Rìzhào Shì       | Xian de Ju                                                  | 莒县                | Jǔ Xiàn         |
| Ville de Linyi 临沂市 Línyí Shì         | District de Lanshan                                         | 兰山区              | Lánshān Qū      |
| Ville de Linyi 临沂市 Línyí Shì         | District de Luozhuang                                       | 罗庄区              | Luózhuāng Qū    |
| Ville de Linyi 临沂市 Línyí Shì         | District de Hedong                                          | 河东区              | Hédōng Qū       |
| Ville de Linyi 临沂市 Línyí Shì         | Xian de Tancheng                                            | 郯城县              | Tánchéng Qū     |
| Ville de Linyi 临沂市 Línyí Shì         | Xian de Cangshan                                            | 苍山县              | Cāngshān Qū     |
| Ville de Linyi 临沂市 Línyí Shì         | Xian de Junan                                               | 莒南县              | Jǔnán Xiàn      |
| Ville de Linyi 临沂市 Línyí Shì         | Xian de Yishui                                              | 沂水县              | Yíshuǐ Xiàn     |
| Ville de Linyi 临沂市 Línyí Shì         | Xian de Mengyin                                             | 蒙阴县              | Méngyīn Xiàn    |
| Ville de Linyi 临沂市 Línyí Shì         | Xian de Pingyi                                              | 平邑县              | Píngyì Xiàn     |
| Ville de Linyi 临沂市 Línyí Shì         | Xian de Fei                                                 | 费县                | Fèi Xiàn        |
| Ville de Linyi 临沂市 Línyí Shì         | Xian de Yinan                                               | 沂南县              | Yínán Xiàn      |
| Ville de Linyi 临沂市 Línyí Shì         | Xian de Linshu                                              | 临沭县              | Línshù Xiàn     |
| Ville de Zaozhuang 枣庄市 Zǎozhuāng Shì | District de Shizhong*                                       | 市中区              | Shìzhōng Qū     |
| Ville de Zaozhuang 枣庄市 Zǎozhuāng Shì | District de Shanting                                        | 山亭区              | Shāntíng Qū     |
| Ville de Zaozhuang 枣庄市 Zǎozhuāng Shì | District de Yicheng                                         | 峄城区              | Yìchéng Qū      |
| Ville de Zaozhuang 枣庄市 Zǎozhuāng Shì | District de Tai'erzhuang                                    | 台儿庄区            | Tái'érzhuāng Qū |
| Ville de Zaozhuang 枣庄市 Zǎozhuāng Shì | District de Xuecheng                                        | 薛城区              | Xuēchéng Qū     |
| Ville de Zaozhuang 枣庄市 Zǎozhuāng Shì | Ville de Tengzhou                                           | 滕州市              | Téngzhōu Shì    |
| Ville de Jining 济宁市 Jǐníng Shì       | District de Shizhong*                                       | 市中区              | Shìzhōng Qū     |
| Ville de Jining 济宁市 Jǐníng Shì       | District de Rencheng                                        | 任城区              | Rènchéng Qū     |
| Ville de Jining 济宁市 Jǐníng Shì       | Ville de Qufu                                               | 曲阜市              | Qūfù Shì        |
| Ville de Jining 济宁市 Jǐníng Shì       | Ville de Yanzhou                                            | 兖州市              | Yǎnzhōu Shì     |
| Ville de Jining 济宁市 Jǐníng Shì       | Ville de Zoucheng                                           | 邹城市              | Zōuchéng Shì    |
| Ville de Jining 济宁市 Jǐníng Shì       | Xian de Weishan                                             | 微山县              | Wēishān Xiàn    |
| Ville de Jining 济宁市 Jǐníng Shì       | Xian de Yutai                                               | 鱼台县              | Yútái Xiàn      |
| Ville de Jining 济宁市 Jǐníng Shì       | Xian de Jinxiang                                            | 金乡县              | Jīnxiāng Xiàn   |
| Ville de Jining 济宁市 Jǐníng Shì       | Xian de Jiaxiang                                            | 嘉祥县              | Jiāxiáng Xiàn   |
| Ville de Jining 济宁市 Jǐníng Shì       | Xian de Wenshang                                            | 汶上县              | Wénshàng Xiàn   |
| Ville de Jining 济宁市 Jǐníng Shì       | Xian de Sishui                                              | 泗水县              | Sìshuǐ Xiàn     |
| Ville de Jining 济宁市 Jǐníng Shì       | Xian de Liangshan                                           | 梁山县              | Liángshān Xiàn  |
| Ville de Tai'an 泰安市 Tài'ān Shì       | District de Taishan                                         | 泰山区              | Tàishān Qū      |
| Ville de Tai'an 泰安市 Tài'ān Shì       | District de Daiyue                                          | 岱岳区              | Dàiyuè Qū       |
| Ville de Tai'an 泰安市 Tài'ān Shì       | Ville de Xintai                                             | 新泰市              | Xīntài Shì      |
| Ville de Tai'an 泰安市 Tài'ān Shì       | Ville de Feicheng                                           | 肥城市              | Féichéng Shì    |
| Ville de Tai'an 泰安市 Tài'ān Shì       | Xian de Ningyang                                            | 宁阳县              | Níngyáng Xiàn   |
| Ville de Tai'an 泰安市 Tài'ān Shì       | Xian de Dongping                                            | 东平县              | Dōngpíng Xiàn   |
| Ville de Laiwu 莱芜市 Láiwú Shì         | District de Laicheng*                                       | 莱城区              | Láichéng Qū     |
| Ville de Laiwu 莱芜市 Láiwú Shì         | District de Gangcheng                                       | 钢城区              | Gāngchéng Qū    |
| Ville de Binzhou 滨州市 Bīnzhōu Shì     | District de Bincheng*                                       | 滨城区              | Bīnchéng Qū     |
| Ville de Binzhou 滨州市 Bīnzhōu Shì     | Xian de Zouping                                             | 邹平县              | Zōupíng Xiàn    |
| Ville de Binzhou 滨州市 Bīnzhōu Shì     | Xian de Boxing                                              | 博兴县              | Bóxīng Xiàn     |
| Ville de Binzhou 滨州市 Bīnzhōu Shì     | Xian de Huimin                                              | 惠民县              | Huìmín Xiàn     |
| Ville de Binzhou 滨州市 Bīnzhōu Shì     | Xian de Yangxin                                             | 阳信县              | Yángxìn Xiàn    |
| Ville de Binzhou 滨州市 Bīnzhōu Shì     | Xian de Zhanhua                                             | 沾化县              | Zhānhuà Xiàn    |
| Ville de Binzhou 滨州市 Bīnzhōu Shì     | Xian de Wudi                                                | 无棣县              | Wúdì Xiàn       |
| Ville de Heze 菏泽市 Hézé Shì           | District de Mudan*                                          | 牡丹区              | Mǔdān Qū        |
| Ville de Heze 菏泽市 Hézé Shì           | Xian de Dingtao                                             | 定陶县              | Dìngtáo Xiàn    |
| Ville de Heze 菏泽市 Hézé Shì           | Xian de Cao                                                 | 曹县                | Cáo Xiàn        |
| Ville de Heze 菏泽市 Hézé Shì           | Xian de Chengwu                                             | 成武县              | Chéngwǔ Xiàn    |
| Ville de Heze 菏泽市 Hézé Shì           | Xian de Shan                                                | 单县                | Shàn Xiàn       |
| Ville de Heze 菏泽市 Hézé Shì           | Xian de Juye                                                | 巨野县              | Jùyě Xiàn       |
| Ville de Heze 菏泽市 Hézé Shì           | Xian de Yuncheng                                            | 郓城县              | Yùnchéng Xiàn   |
| Ville de Heze 菏泽市 Hézé Shì           | Xian de Juancheng                                           | 鄄城县              | Juànchéng Xiàn  |
| Ville de Heze 菏泽市 Hézé Shì           | Xian de Dongming                                            | 东明县              | Dōngmíng Xiàn   |

 * Siège du gouvernement